# Jota Arietis
Jota Arietis (ι Ari, ι Arietis) är Bayerbeteckning för en dubbelstjärna i östra delen av stjärnbilden Väduren. Den är svagt synlig för blotta ögat med en skenbar magnitud på 5,117. Baserat på parallaxmätningar inom uppdraget Hipparcos befinner sig denna stjärna på ett beräknat avstånd av ungefär 520 ljusår (140 parsek) från solen.

## Egenskaper
Jota Arietis är en spektroskopisk dubbelstjärna med en omloppstid på 1 568 dygn (4,3 år) och en excentricitet på 0,36. Den primära komponenten är en stjärna i huvudserien av typ K med spektralklass K1 Vp, där "p"-suffixet i klassificeringen indikerar någon typ av egenhet hos spektret. Den sekundära komponenten antas vara en vit dvärg.